# Ti Shqipëri, më jep nder, më jep emrin Shqipëtar
Ti Shqipëri, më jep nder, më jep emrin Shqipëtar (تو آلبانی، مایه افتخار منی، به من نام «آلبانی» را می‌دهی)، یکی از شعارهای ملی آلبانی است. این عبارت در شعر «O malet e Shqipërisë»، نوشتهٔ نعیم فراشری، از شاعران ملی به کار رفته است.